# Afgeplatte stuifzwam
De afgeplatte stuifzwam (Lycoperdon pratense, synoniem: Vascellum pratense) is een stuifzwam behorend tot de familie Lycoperdaceae. De vruchtlichamen zijn zeer algemeen gedurende de herfst. Verdroogde schaalvormige overblijfselen blijven nog maanden te zien. De sporen komen uit een onregelmatig gevormde opening aan de bovenzijde.

## Kenmerken
Vruchtlichaam
Het vruchtlichaam heeft een doorsnede van 2 tot 4 cm en is omgekeerd peervormig (de afgeplatte bovenkant heeft de paddenstoel zijn naam gegeven). Later wordt de vorm steeds meer afgeplat. De vorm heeft dan veel weg van een tol. Het is aan de buitenkant wit tot crèmekleurig met lichte stekeltjes. Later wordt het vruchtlichaam korrelig of kaal en grijs-geelbruin. In een doorgesneden vruchtlichaam ziet men de donker olijfbruine sporen, gescheiden van de steriele steel door een dun vlies. De steel is sponsachtig.
Het sporenproducerende kopgedeelte (gleba) van het vruchtlichaam wordt gescheiden van het steriele steelgedeelte (subgleba) door een vlies van ongeveer 0,5 mm dik. Als de sporen rijpen zakt het vruchtlichaam wat in en ontstaat aan de bovenkant een opening. Deze wordt steeds groter tot ze bijna de hele breedte van het vruchtlichaam beslaat. De zwam heeft geen specifieke reuk of smaak.
Jonge exemplaren waarvan het vlees nog wit is, zijn eetbaar.
Microscopische kenmerken
De bolvormige, dunwandige, olijfbruine, fijnewrattig geornamenteerde sporen hebben een diameter van 3 tot 4,5 µm. De sterigma met de steel (basidia) waarop de sporen groeien, breken op volwassen leeftijd af en laten weinig of geen resten achter. Trichinella zijn zelden alleen dichotoom vertakte hyfen. Ze zijn dunwandig en zonder holtes.

## Leefomgeving
De afgeplatte stuifzwam groeit op weinig bemeste grasrijke locaties zoals ruige weilanden, gazons, bermen en heiden. Hij leeft zowel in schrale tot stikstofarme als matig stikstofrijke tot stikstofrijke ondergrond. De schimmel is te vinden op verse tot droge bodems van zand, klei en kalksteen. Het is in de duinen een van de meest voorkomende stuifzwammen. De soort komt voor van de laaglanden tot in de bergen.

## Verspreiding
Het is een zeer algemeen voorkomende soort, die in nazomer en herfst aangetroffen kan worden.